# Trần Mộng Tú
Trần Mộng Tú (1943 -) tên thật cũng là bút hiệu, là một thi sĩ Việt Nam đang định cư ở tiểu bang Washington, Hoa Kỳ.

## Tiểu sử
Trần Mộng Tú sinh năm 1943 tại tỉnh Hà Đông, miền Bắc Việt Nam, di cư vào Nam năm 1954. Bà sang Mỹ tháng 4 năm 1975. Trước đó, bà là thư ký cho hãng Thông Tấn Associated Press ở Sài Gòn  giai đoạn 1968-1975. Bà thường xuyên cộng tác với các tạp chí văn học ở Mỹ và các nước khác.
Công việc của bà là viết truyện nhi đồng cho báo Los Angeles Times từ năm 2000 và làm thơ Anh Ngữ trong sách giáo khoa Mỹ cho chương trình trung học (American Literature- Glencoe-1999).Bà cũng là chủ Bút cho Nguyệt San Phụ Nữ Gia đình Người Việt ở California (tháng 10 năm 2002 đến tháng 10 năm 2005).
Trần Mộng Tú là nhà thơ có nhiều tác phẩm được phổ nhạc. Trong số đó có Gọi Anh Mùa Xuân với nhạc sĩ Anh Bằng, bài Kiếp Sau và Chia Tay với nhạc sĩ Nhật Ngân, Dòng Sông Đứng Lại và Tháng Mười Hoa Cúc với nhạc sĩ Phạm Anh Dũng, Quán Lạ và Tháng Mười Hoa Cúc với nhạc sĩ, thi sĩ Hoàng Quốc Bảo...

## Tác phẩm
Trần Mộng Tú đã xuất bản trên dưới 10 tác phẩm đủ thể loại:
- Thơ Trần Mộng Tú (tập thơ 1990)
- Câu Chuyện Của Lá Phong (tập truyện ngắn 1994)
- Để Em Làm Gió (tập thơ 1996)
- Cô Rơm và Những Truyện ngắn Khác (tập truyện ngắn 1999)
- Ngọn Nến Muộn Màng (tập thơ 2005)
- Mưa Sài Gòn Mưa Seattle (tạp văn 2006)
- Thơ Tuyển Trần Mộng Tú (2009) [8]
- The Defiant Muse (The Vietnamese Feminist Poems)[9] do hai nhà xuất bản The feminist Press và The Women's Publishing House Hanoi, Vietnam.
- Một số bài thơ trong sách của Huỳnh Sang Thông cuốc "An Anthology of Vietnamese Poems: From the Eleventh through the Twentieth Centuries. Yale University Press - New Haven và London".

### Các bài thơ được phổ thành nhạc
- Dòng Sông Đứng Lại (nhạc Phạm Anh Dũng)
- Tháng Mười Hoa Cúc (nhạc Phạm Anh Dũng)
- Quà Tặng Trong Chiến Tranh (nhạc Phạm Anh Dũng)
- Tạ Tình (nhạc Phạm Anh Dũng)
- Tháng Mười Hoa Cúc (nhạc Hoàng Quốc Bảo)
- Quán Lạ (nhạc Hoàng Quốc Bảo)
- Giọt Tình Sầu (nhạc Nam Lộc)
- Gọi Anh Mùa Xuân (nhạc Anh Bằng)
- Nhân Chứng (nhạc Vũ Tuấn Đức)
- Chia Tay (nhạc Nhật Ngân)
- Kiếp Sau (nhạc Nhật Ngân)
- Thanh Xuân (nhạc Nguyễn Tuấn)
- Mùa Thu Paris (nhạc Nguyễn Minh Châu)
- Tháng Mười Hoa Cúc (nhạc Liên Bình Định)
- Một Thời Để Yêu (nhạc Hoàng Khai Nhan)
- Hãy Tha Thứ Cho Em (nhạc Trúc Hồ)
- Người Câu Ở Phương Nào (nhạc Hoàng Mị)
- Ngọn Nến Muộn Màng (nhạc Nguyễn Thanh Cảnh)
- Dòng Sông Đứng Lại Chờ (nhạc Nguyễn Thanh Cảnh)

## Nhận xét
Thi sĩ Vĩnh Hảo viết về Trần Mộng Tú:  "Có thể nói Trần Mộng Tú là nhà thơ nữ được biết đến nhiều nhất ở hải ngoại. Ngôn ngữ thơ Trần Mộng Tú chuẩn mực, nghiêm túc, giống như ngôn ngữ của một nhà giáo, cân nhắc từng lời mình buông ra..." 
Nhà văn Trần Doãn Nho viết về Trần Mộng Tú: "Trần Mộng Tú là nhà thơ. Ta quen gọi như thế và dường như chị cũng thích gọi như thế. Thực ra, Trần Mộng Tú còn viết văn, không chỉ thỉnh thoảng viết cho vui, mà viết nhiều. Đặc điểm của Trần Mộng Tú: viết văn mà vẫn "hoài thơ". Thành thử văn của chị khi nào cũng lấm tấm thơ...